# Дамфріс-і-Галловей
Дамфрі́с-і-Га́лловей (англ. Dumfries and Galloway, шотл. гел. Dùn Phris agus Gall-Ghaidhealaibh) — одна з 32 областей Шотландії. Граничить з областями Східний Ершир, Південний Ершир, Південний Ланаркшир і Шотландські кордони. Розташована на півдні країни. Адміністративний центр — Дамфріс.

## Найбільші міста
Міста з населенням понад 5 тисяч осіб:
| № | Місто       | Населення, осіб (2006) |
| - | ----------- | ---------------------- |
| 1 | Дамфріс     | 31 530                 |
| 2 | Странрар    | 10 440                 |
| 3 | Аннан       | 8 480                  |
| 4 | Лохарбріггс | 6 020                  |

|  |  |